# Crueland
Crueland is een hoorspel van Hubert Wiedfeld. Dit hoorspel werd in 1972 bekroond met de Prix Italia en werd in datzelfde jaar uitgezonden door de Westdeutscher Rundfunk. Gérard van Kalmthout vertaalde het en de KRO zond het uit op dinsdag 20 november 1973. De regisseur was Léon Povel. Het hoorspel duurde 44 minuten.

## Rolbezetting
- Hein Boele
- Broes Hartman
- Eva Janssen
- Hans Karsenbarg
- Joke Reitsma-Hagelen
- Kommer Kleijn
- Fé Sciarone
- Frans Somers
- Nel Snel
- Bob Verstraete

## Inhoud
Weergegeven wordt de isolatie van een epilepticus, die zichzelf en zijn gedragswijze emotieloos in de descriptieve taal van een waarnemer registreert. Hubert Wiedfeld schrijft daarover: "Het hoorspel 'Crueland' is niet de anamnese van een zieke, maar uit de voortdurende afwisseling van leeftijd, symptomen, persoonlijkheidskenmerken en situaties ontstaat facetvormig uit partikels van verschillende authentieke beschrijvingen een persoon, die eerder collectieve trekken draagt. Deze persoon krijgt door de confrontatie met zijn (ons) milieu evenwel toch iets van een individueel lot. 'Crueland' reageert zeer gevoelig op de kleinste storingen van de prestatie- en consumptierituelen met cynisme en brutaliteit: in 'Crueland' zijn minderheden, wier gedrag niet verloopt volgens de normen, zonder bescherming blootgesteld aan een zich diffuus ontladende agressieve druk."